# シャイフ・サフィー・アッディーン廟

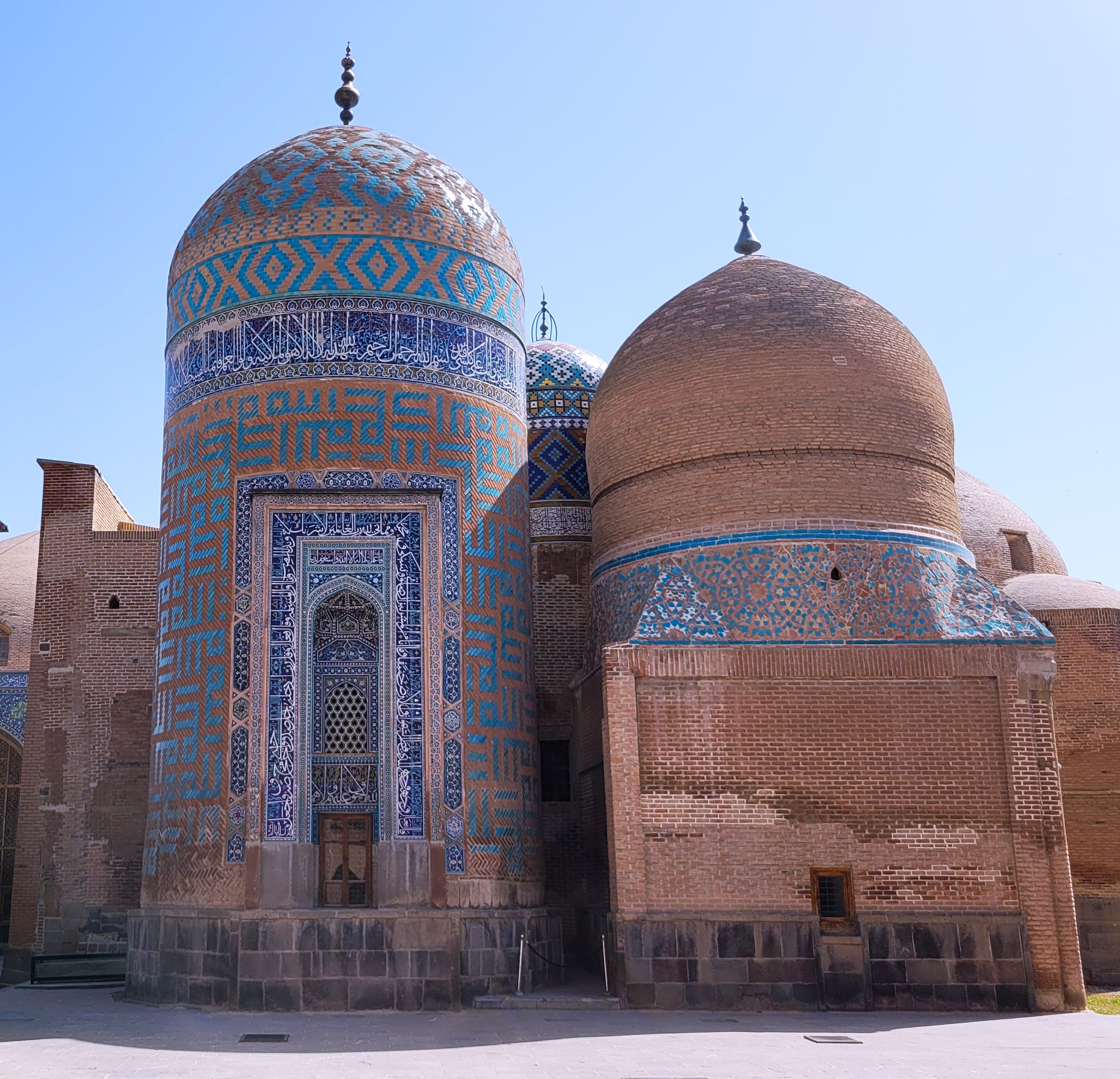
シャイフ・サフィー・アッディーン廟

シャイフ・サフィー・アッディーン廟は、イランアルダビール州アルダビールにある廟建築である。2010年、UNESCOの世界遺産に登録された。登録名は、「アルダビールのシャイフ・サフィー・アッディーン廟の歴史的建造物（英語:Sheikh Safi al-din Khānegāh and Shrine Ensemble in Ardabil、フランス語:Ensemble du Khānegāh et du sanctuaire de Cheikh Safi al-Din à Ardabil、ペルシャ語:مجموعه آرامگاه و خانقاه شیخ صفی الدین）」。

## 歴史
アルダビールにあるシャイフ・サフィー・アッディーン廟が建設されたのは、1334年のことである。サファヴィー教団の教祖であるサフィー・アッディーン・イスハーク・アルダビーリーの息子であるサドル・アッディーン・ムーサー（en）が父の死後、建設を指揮した。
この廟建築には、図書館、モスク、学校、貯水池、病院、厨房、パン工場やそれ以外のオフィスといった機能を持つさまざまなセクションから構成されている。
この廟建築のさまざまな場所で、8つの門で分離されている特色を持つ。8つの門とは、スーフィズムの8つの行うべき態度を意味する。
サファヴィー朝時代を通して、この廟建築は増築されてきた。複数名のサファヴィー家のシャーおよびハレムの人間がここに埋葬され、また、チャルディラーンの戦いを含むサファヴィー朝が行ってきた戦争の犠牲者もここに埋葬された。
シャイフ・サフィー・アッディーン廟の文書コレクションは2023年に世界の記憶に登録された。

## 世界遺産

### 登録基準
この世界遺産は世界遺産登録基準のうち、以下の条件を満たし、登録された（以下の基準は世界遺産センター公表の登録基準からの翻訳、引用である）。
- (1) 人類の創造的才能を表現する傑作。
- (2) ある期間を通じてまたはある文化圏において、建築、技術、記念碑的芸術、都市計画、景観デザインの発展に関し、人類の価値の重要な交流を示すもの。
- (4) 人類の歴史上重要な時代を例証する建築様式、建築物群、技術の集積または景観の優れた例。